# Tymoteusz (Lauran)
Tymoteusz, imię świeckie Felician Lauran (ur. 12 kwietnia 1975 w Satu Mare) – duchowny Rumuńskiego Kościoła Prawosławnego, od 2008 biskup Hiszpanii i Portugalii. 

## Życiorys
Święcenia diakonatu przyjął 25 marca 1998, a prezbiteratu 14 czerwca. Chirotonię biskupią otrzymał 8 marca 2008. W czerwcu 2016 r. był członkiem delegacji Patriarchatu Rumuńskiego na Święty i Wielki Sobór Kościoła Prawosławnego.